# Bãi cuội bờ biển

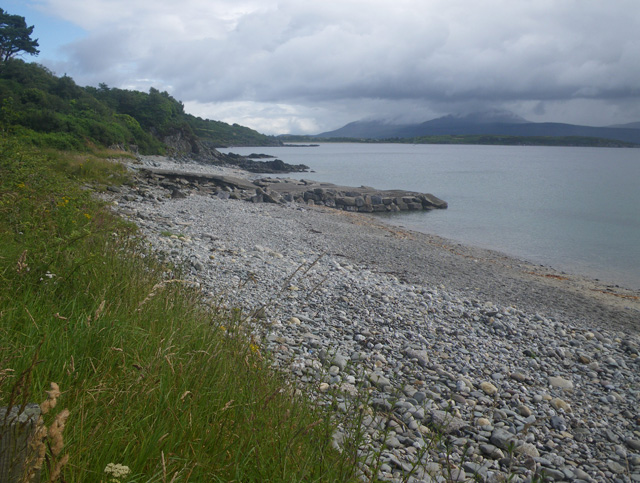
Bãi cuội bờ biển ở vịnh Torrisdale, Argyll và Bute, Scotland

Bãi cuội bờ biển là một loại bãi biển được bao phủ bởi đá cuội từ cỡ nhỏ đến cỡ trung (đối lập với bãi biển cát mịn) với đường kính viên đá từ 2 đến 200 mm. Do giữa các viên cuội có những khoảng trống đáng kể nên nước có thể dễ dàng chảy lách qua các khe này, làm giảm hiện tượng xâm thực nên bãi cuội bờ biển thường có độ dốc lớn hơn bãi cát thông thường.

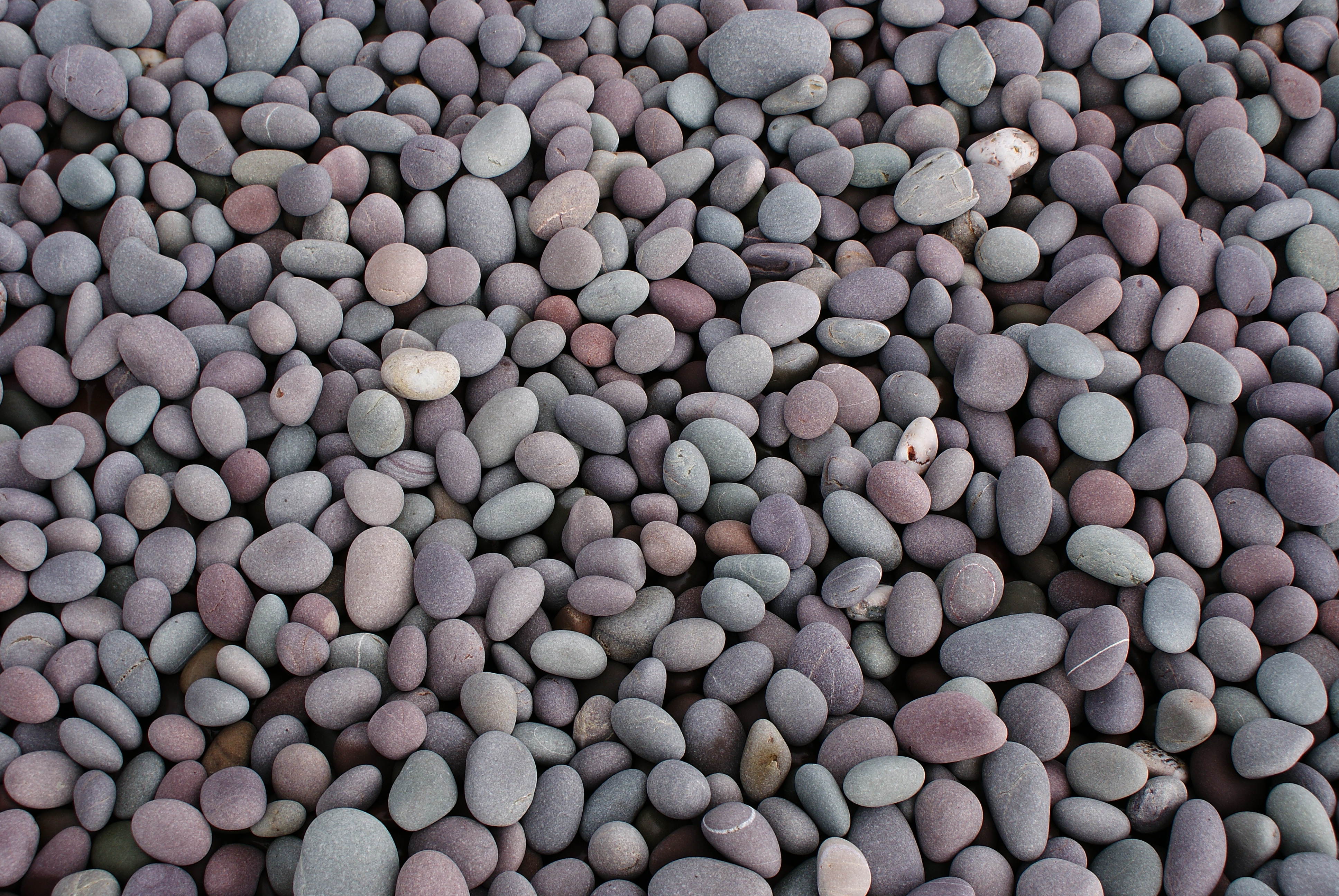
Đá cuội trên một bãi biển ở Somerset, Anh

Loại địa hình bãi biển này phổ biến nhất ở Tây Âu; bên cạnh đó, nhiều nơi khác trên thế giới cũng có các bãi cuội bờ biển, ví dụ Bahrain, Bắc Mỹ và bờ biển phía đông đảo Nam (New Zealand). Mặc dù hình thành ở các đường bờ biển nhưng những bãi cuội bờ biển chịu ảnh hưởng của hiện tượng đất nẩy hậu sông băng có thể dâng cao đến 200 m so với mực nước biển, ví dụ trường hợp của Bờ Biển Cao tại Thuỵ Điển.

## Những bãi cuội bờ biển nổi bật
- Alby, Öland, Thụy Điển
- Birdling's Flat, Canterbury, New Zealand
- Brighton, Anh
- Chesil Beach, Anh
- Dungeness, Anh
- Quần đảo Hawar, Bahrain
- Herne Bay, Kent, Anh
- Slapton Sands, Anh
- Bãi biển Ngắn, Oregon, Mỹ
- The Stade, Hastings, Anh
- Bãi biển Ixia, Rhodes, Hy Lạp
- Bajo del Mar, Playas de Rosarito, México